# Tharra kraussi
Tharra kraussi är en insektsart som beskrevs av Nielson 1975. Tharra kraussi ingår i släktet Tharra och familjen dvärgstritar. Inga underarter finns listade i Catalogue of Life.